# Phengaris nausithous
Phengaris nausithous là một loài bướm thuộc họ Lycaenidae. Loài này có ở Armenia, Áo, Azerbaijan, Belarus, Bulgaria, Cộng hòa Séc, Pháp, Gruzia, Đức, Hungary, Kazakhstan, Moldova, Montenegro, Ba Lan, România, Nga, Serbia, Tây Ban Nha, Thụy Sĩ, và Ukraina. 
Vòng đời loài này có liên hệ mạng với Sanguisorba officinalis.

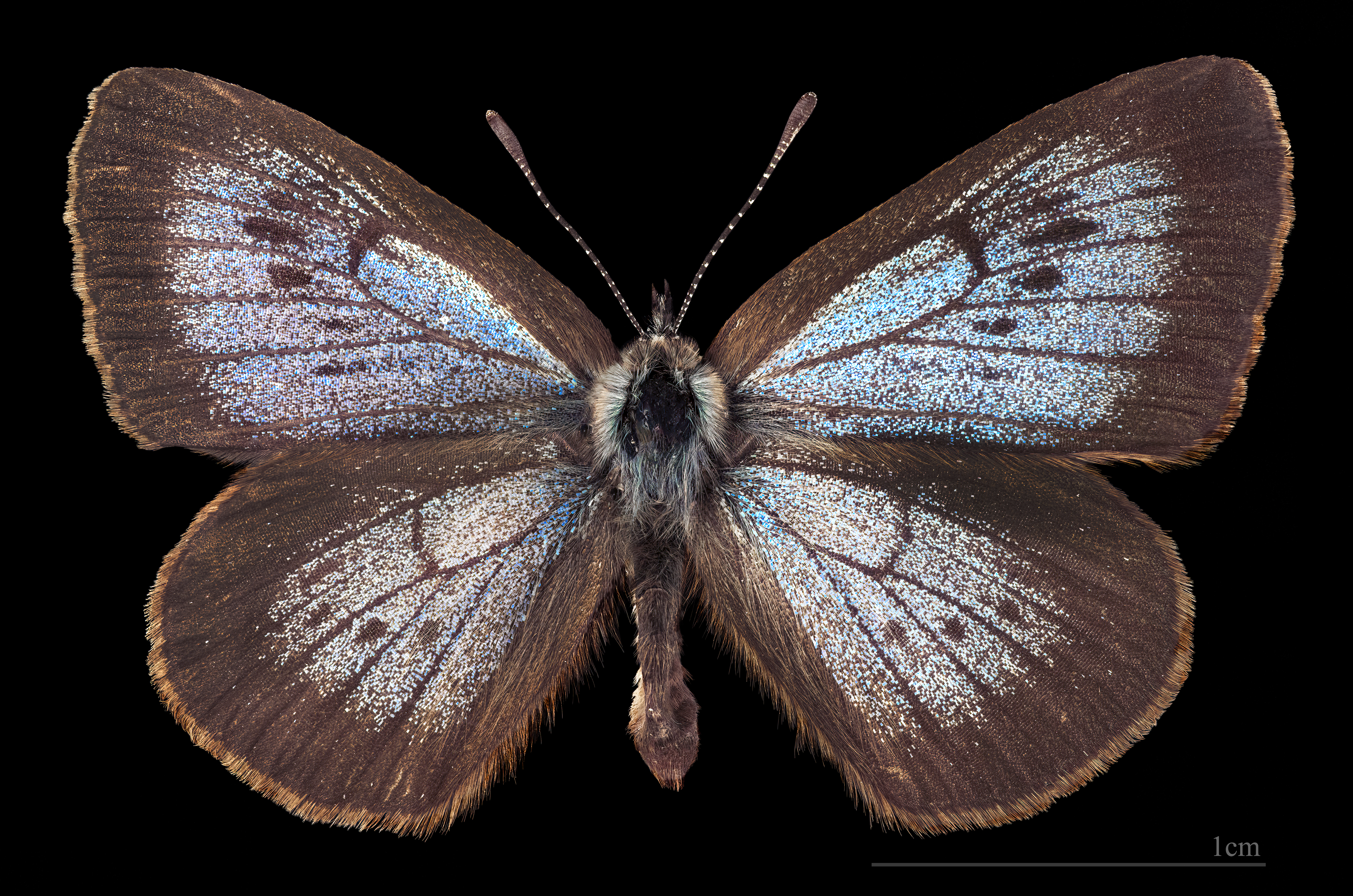
Phengaris nausithous ♂
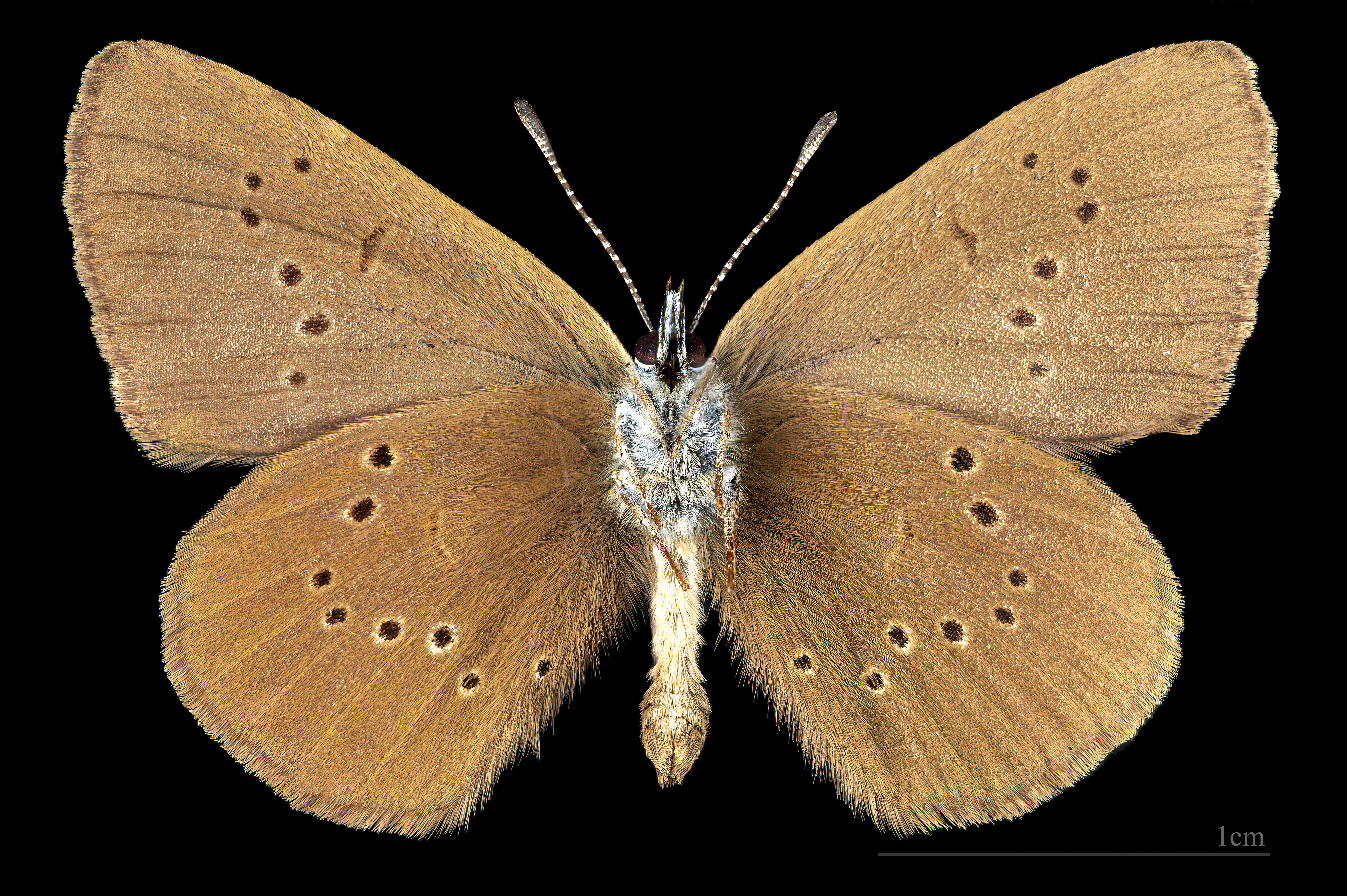
Phengaris nausithous ♂  △

## Hình ảnh

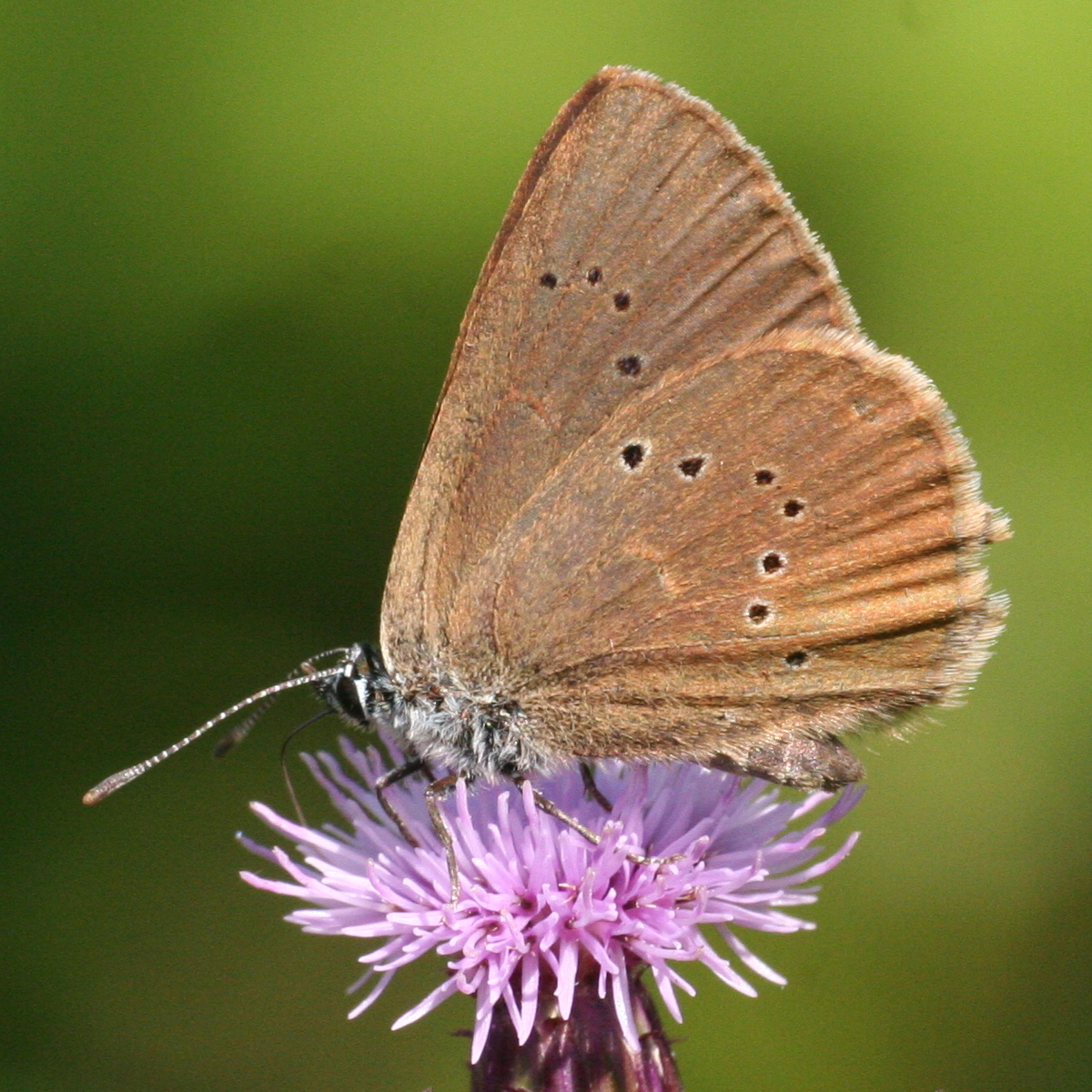
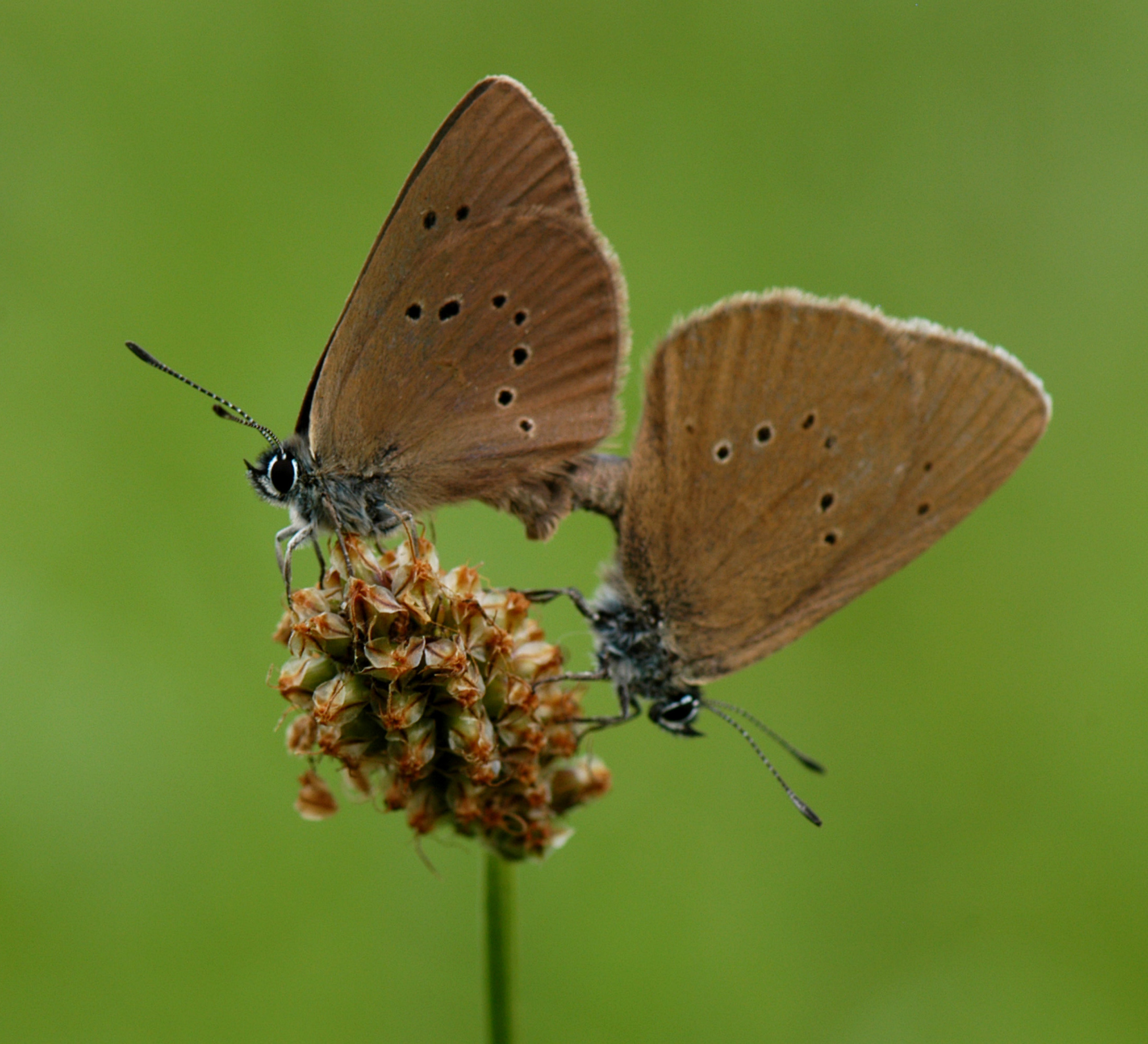
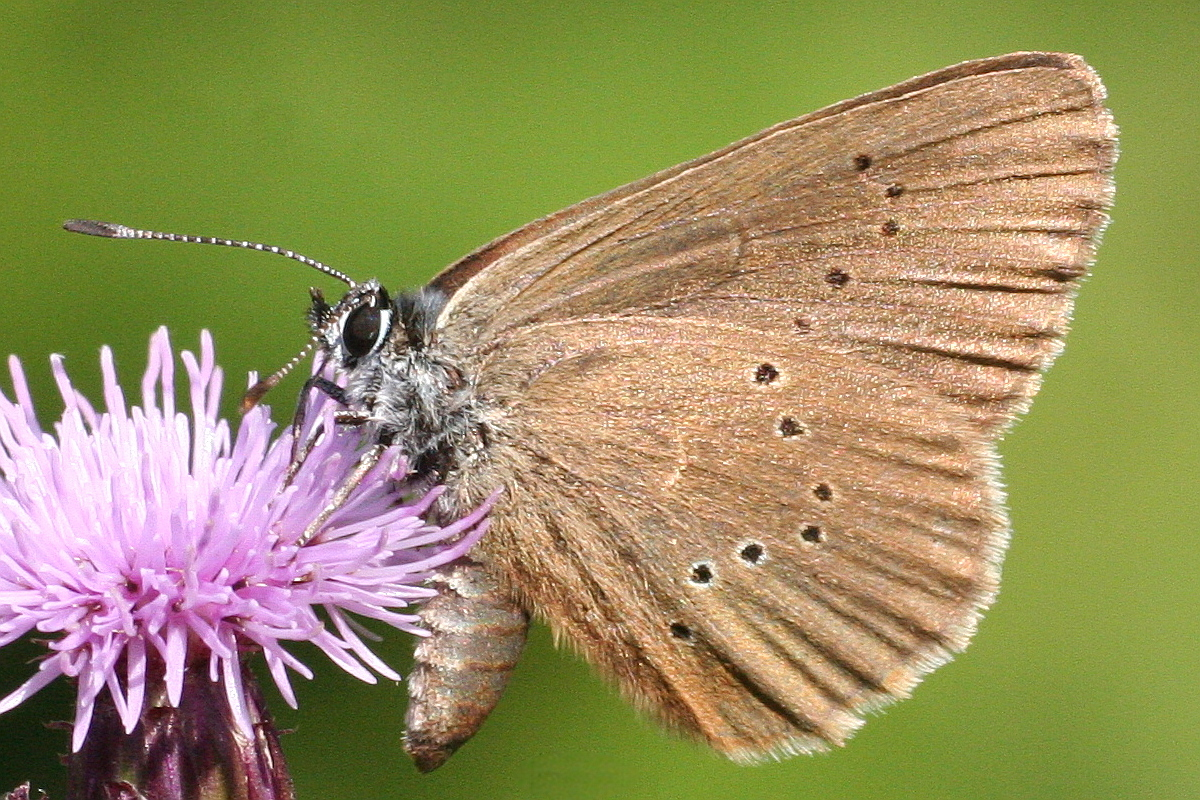
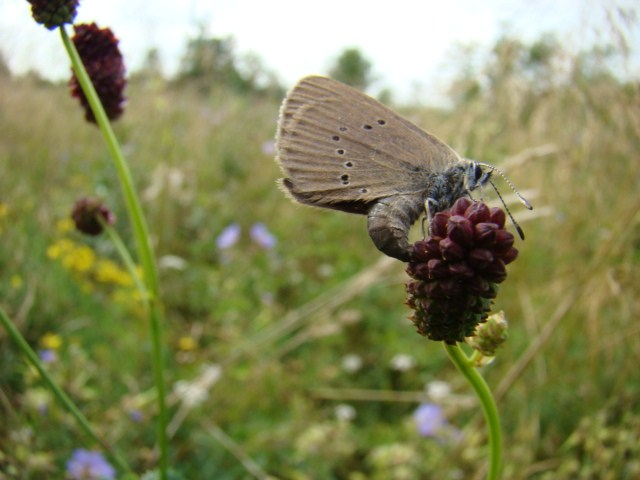
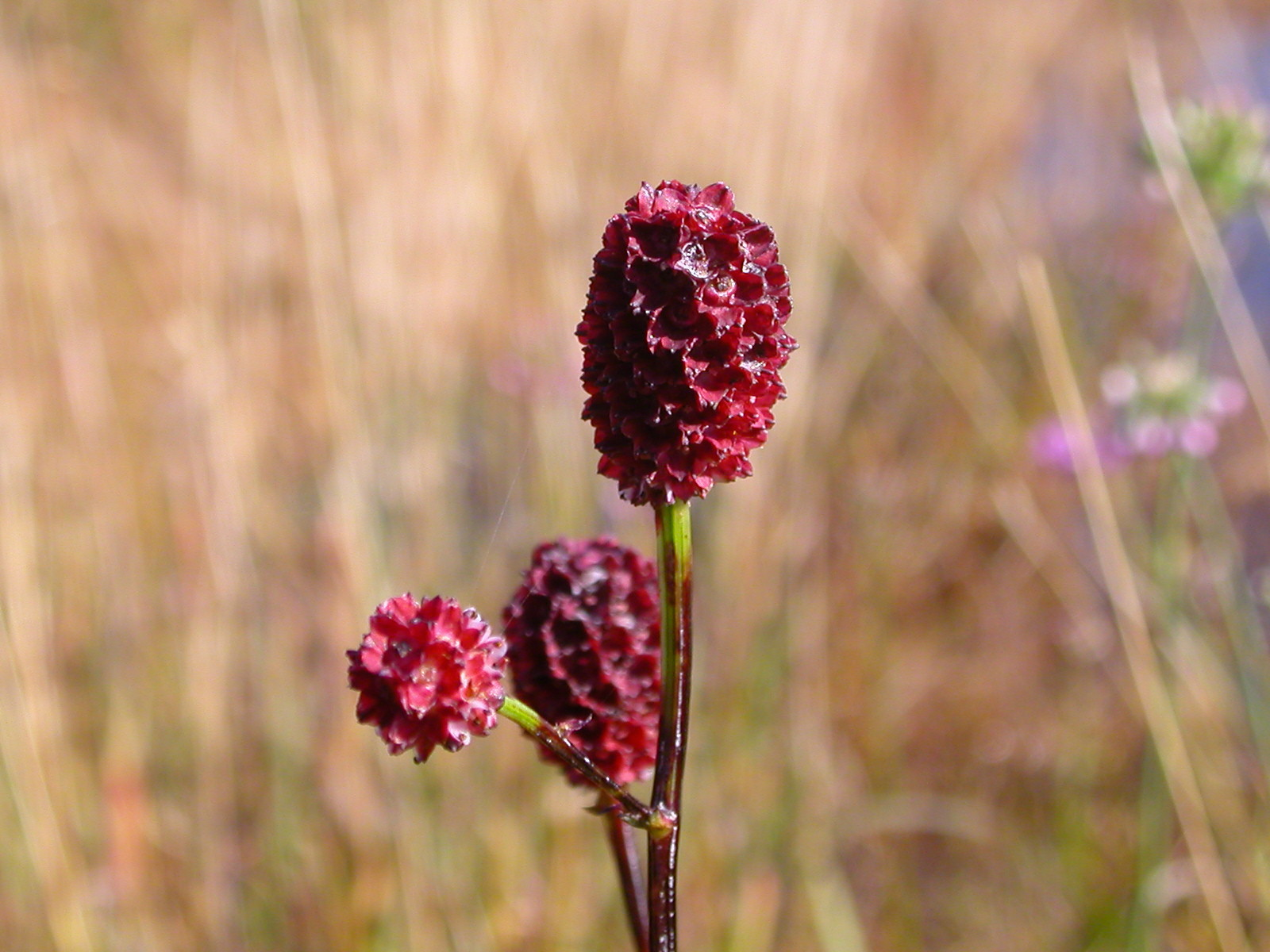
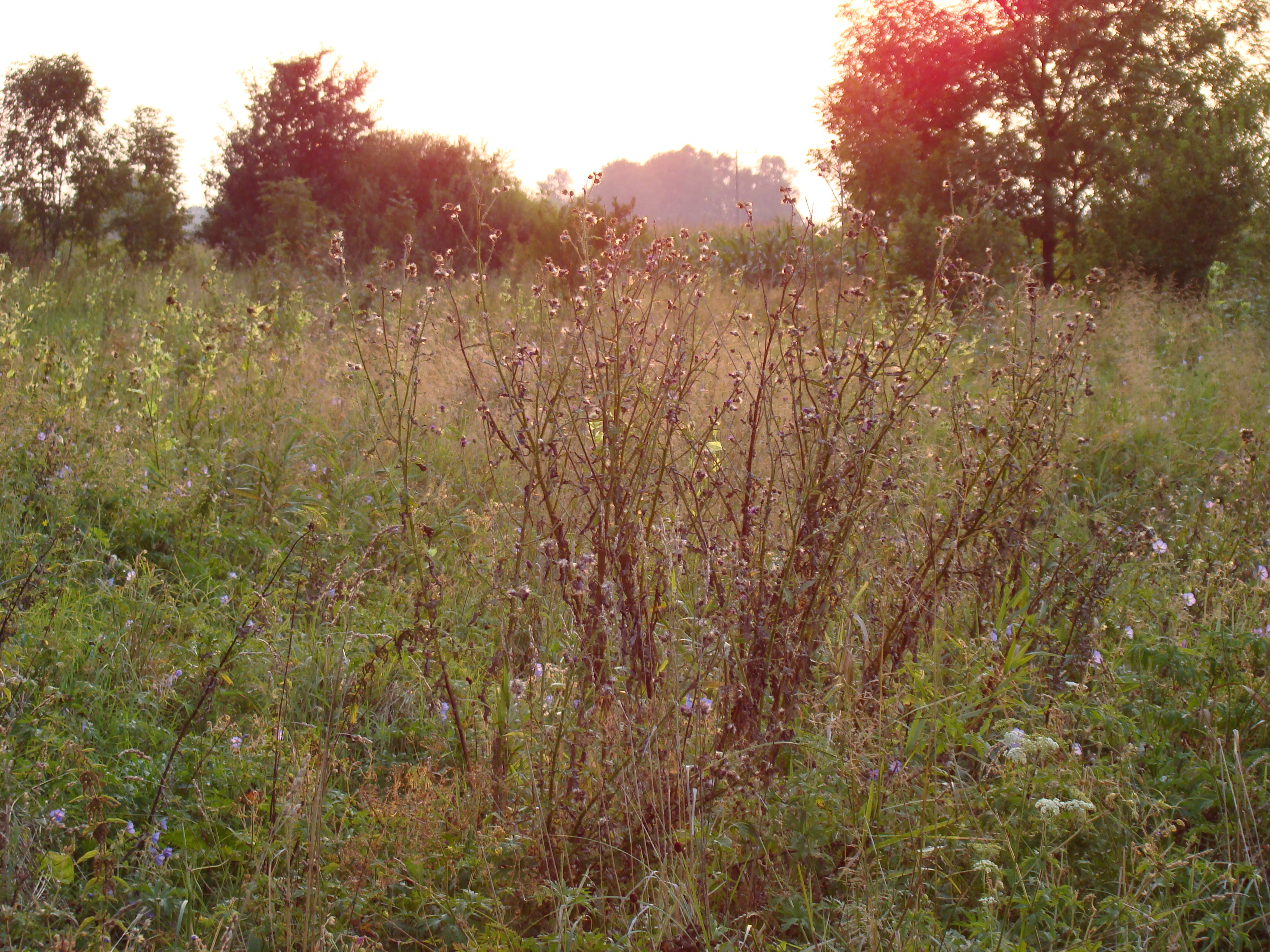